# Estação Porte de Champerret
Porte de Champerret é uma estação da linha 3 do Metrô de Paris, localizada no 17.º arrondissement de Paris.

## Localização
A estação está situada no boulevard Berthier, entre a rue de Courcelles e a avenue de Villiers.

## História
A estação está aberta em 15 de fevereiro de 1911. Ela era então o terminal ocidental da linha 3 até 24 de setembro de 1937, quando, nessa data, a estação se torna uma estação de travessia devido à extensão da linha para Pont de Levallois - Bécon.
Esta estação deve seu nome à antiga porta de fortificação da vila de Champerret. Esta vila leva o nome de M. Perret e a porta se situava no campo de sua propriedade.
Em 2011, 3 559 682 passageiros entraram nesta estação. Ela viu entrar 3 585 658 passageiros em 2013, o que a coloca na 147ª posição das estações de metrô para sua participação.

## Serviços aos passageiros

### Acessos
A estação tem três acessos na avenue de Villiers.

### Plataformas

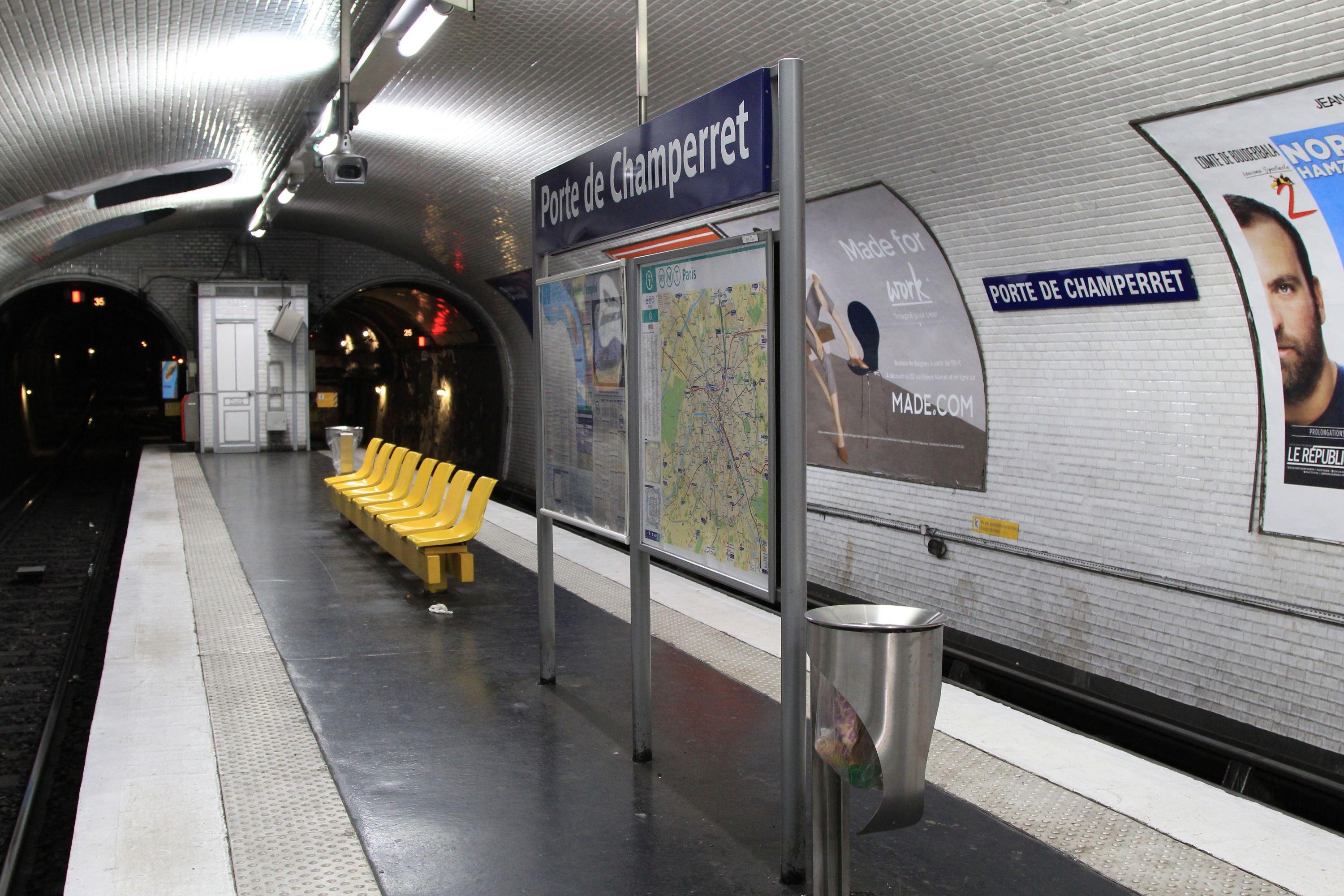
Plataforma Gallieni

Por causa de seu antigo status de terminal, a estação tem duas semi-estações separadas por um pé-direito central (um para cada direção), totalmente idênticas: elas são compostas de uma plataforma central rodeada de duas vias e a abóbada é elíptica e inteiramente revestida de telhas em cerâmica brancas biseladas clássicas, também presentes nos tímpanos. A iluminação é feita por tubos e projetores. Os quadros publicitários são metálicos e o nome da estação é inscrito em placas esmaltadas, em letras maiúsculas nos pés-direitos e em fonte Parisine nas plataformas. Os assentos são do estilo "Motte" de cor amarela.

### Intermodalidade
A estação de ônibus perto da estação é o terminal de várias linhas de ônibus.
A estação é servida pelas linhas 84, 92, 93, PC, 163, 164 e 165 da rede de ônibus da RATP e, à noite, pelas linhas N16 e N52 do Noctilien.

## Pontos turísticos
- Espace Champerret
- Igreja Sainte-Odile

## Projeto de tramway
A estação poderá, a longo prazo, estar em correspondência com a linha de tramway T3b que deve ser prolongada a partir da Porte d'Asnières.